# Linda Lepomme
Linda Lepomme est une actrice et une chanteuse belge flamande, née le 16 mars 1955.

## Concours Eurovision
Elle représente la Belgique au Concours Eurovision de la chanson 1985 avec la chanson Laat me nu gaan. Elle obtient 7 points et arrive à la 19e et dernière place.

## Filmographie
- Toch zonde dat 't een hoer is (1978) (TV) : dans le rôle d'Hippolita
- Paradijsvogels, De (1979) série télévisée
- Eerste sleutel, De (1980) (TV)
- TV-Touché (1983) série télévisée
- Zware jongens (1984) : comme chanteuse
- Levenslang (1984) (TV)
- Leeuw van Vlaanderen, De (1985) : dans le rôle de Nele
- Pauline & Paulette (2001)